# Liderzy Socjalistycznej Republiki Bośni i Hercegowiny

## Przewodniczący Komunistycznej Partii Bośni i Hercegowiny (od 1952 Związku Komunistów Bośni i Hercegowiny)
| # | Imię i Nazwisko                | Portret | Kadencja        | Kadencja        |
| # | Imię i Nazwisko                | Portret | Od              | Do              |
| - | ------------------------------ | ------- | --------------- | --------------- |
| 1 | Đuro Pucar (1899–1979)         |         | grudzień 1943   | marzec 1965     |
| 2 | Cvijetin Mijatović (1913-1993) |         | marzec 1965     | 1969            |
| 3 | Branko Mikulić (1928–1994)     |         | 1969            | kwiecień 1978   |
| 4 | Nikola Stojanović (1933-2020)  |         | kwiecień 1978   | maj 1982        |
| 5 | Hamdija Pozderac (1923-1988)   |         | 23 maja 1983    | 28 maja 1984    |
| 6 | Mato Andrić (1928-2015)        |         | 28 maja 1984    | czerwiec 1986   |
| 7 | Milan Uzelac (1932-2005)       |         | czerwiec 1986   | maj 1988        |
| 8 | Abdulah Mutapčić (ur. 1932)    |         | maj 1988        | 29 czerwca 1989 |
| 9 | Nijaz Duraković (1949–2012)    |         | 29 czerwca 1989 | grudzień 1990   |

## Głowa państwa
| # | Imię i Nazwisko                 | Portret | Kadencja          | Kadencja          | Partia polityczna | Partia polityczna                 |
| # | Imię i Nazwisko                 | Portret | Od                | Do                | Partia polityczna | Partia polityczna                 |
| --- | ------------------------------- | ------- | ----------------- | ----------------- | ----------------- | --------------------------------- |
| Przewodniczący Antyfaszystowskiej Ludowej Rady Wyzwolenia Narodowego Bośni i Hercegowiny (ZAVNOBiH) (1943–1945) |                                 |         |                   |                   |                   |                                   |
| 1 | Vojislav Kecmanović (1881–1946) |         | 25 listopada 1943 | 26 kwietnia 1945  |                   | KP BiH                            |
| Przewodniczący Prezydium Zgromadzenia Ludowego (1945–1953)                                                      |                                 |         |                   |                   |                   |                                   |
| 1 | Vojislav Kecmanović (1881–1946) |         | 26 kwietnia 1945  | 11 listopada 1946 |                   | KP BiH                            |
| 2 | Đuro Pucar (1899–1979)          |         | 11 listopada 1946 | wrzesień 1948     |                   | KP BiH                            |
| 3 | Vlado Šegrt (1907–1991)         |         | wrzesień 1948     | grudzień 1953     |                   | KP BiH (do 1952) SK BiH (od 1952) |
| Przewodniczący Zgromadzenia Ludowego (1953–1974)                                                                |                                 |         |                   |                   |                   |                                   |
| 1 | Đuro Pucar (1899–1979)          |         | grudzień 1953     | czerwiec 1963     |                   | SK BiH                            |
| 2 | Ratomir Dugonjić (1916–1987)    |         | czerwiec 1963     | 1967              |                   | SK BiH                            |
| 3 | Džemal Bijedić (1917–1977)      |         | 1967              | 1971              |                   | SK BiH                            |
| 4 | Hamdija Pozderac (1923–1988)    |         | 1971              | maj 1974          |                   | SK BiH                            |
| Przewodniczący Prezydium Socjalistycznej Republiki Bośni i Hercegowiny (1974–1990)                              |                                 |         |                   |                   |                   |                                   |
| 1 | Ratomir Dugonjić (1916–1987)    |         | maj 1974          | kwiecień 1978     |                   | SK BiH                            |
| 2 | Raif Dizdarević (ur. 1926)      |         | kwiecień 1978     | kwiecień 1982     |                   | SK BiH                            |
| 3 | Branko Mikulić (1928–1994)      |         | kwiecień 1982     | 26 kwietnia 1984  |                   | SK BiH                            |
| 4 | Milanko Renovica (1928-2013)    |         | 26 kwietnia 1984  | 26 kwietnia 1985  |                   | SK BiH                            |
| 5 | Munir Mesihović (1928-2016)     |         | 26 kwietnia 1985  | kwiecień 1987     |                   | SK BiH                            |
| 6 | Mato Andrić (1928-2015)         |         | kwiecień 1987     | kwiecień 1988     |                   | SK BiH                            |
| 7 | Nikola Filipović (ur. 1928)     |         | kwiecień 1988     | kwiecień 1989     |                   | SK BiH                            |
| 8 | Obrad Piljak (1933-2013)        |         | kwiecień 1989     | 20 grudnia 1990   |                   | SK BiH                            |

## Szefowie rządu
| #                                                                                         | Imię i Nazwisko                | Portret | Kadencja         | Kadencja         | Partia polityczna | Partia polityczna                 |
| #                                                                                         | Imię i Nazwisko                | Portret | Od               | Do               | Partia polityczna | Partia polityczna                 |
| ----------------------------------------------------------------------------------------- | ------------------------------ | ------- | ---------------- | ---------------- | ----------------- | --------------------------------- |
| Premierzy (1945–1953)                                                                     |                                |         |                  |                  |                   |                                   |
| 1                                                                                         | Rodoljub Čolaković (1900–1983) |         | 27 kwietnia 1945 | wrzesień 1948    |                   | KP BiH                            |
| 2                                                                                         | Đuro Pucar (1899–1979)         |         | wrzesień 1948    | marzec 1953      |                   | KP BiH (do 1952) SK BiH (od 1952) |
| Przewodniczący Rady Wykonawczej Socjalistycznej Republiki Bośni i Hercegowiny (1953–1990) |                                |         |                  |                  |                   |                                   |
| 3                                                                                         | Đuro Pucar (1899–1979)         |         | marzec 1953      | grudzień 1953    |                   | SK BiH                            |
| 4                                                                                         | Avdo Humo (1914–1983)          |         | grudzień 1953    | 1956             |                   | SK BiH                            |
| 5                                                                                         | Osman Karabegović (1911–1996)  |         | 1956             | 1963             |                   | SK BiH                            |
| 6                                                                                         | Hasan Brkić (1913–1965)        |         | 1963             | 1965             |                   | SK BiH                            |
| 7                                                                                         | Rudi Kolak (1918–2004)         |         | 1965             | 1967             |                   | SK BiH                            |
| 8                                                                                         | Branko Mikulić (1928–1994)     |         | 1967             | 1969             |                   | SK BiH                            |
| 9                                                                                         | Dragutin Kosovac (1924-2012)   |         | 1969             | kwiecień 1974    |                   | SK BiH                            |
| 10                                                                                        | Milanko Renovica (1928-2013)   |         | kwiecień 1974    | 28 kwietnia 1982 |                   | SK BiH                            |
| 11                                                                                        | Seid Maglajlija (1940–2019)    |         | 28 kwietnia 1982 | 28 kwietnia 1984 |                   | SK BiH                            |
| 12                                                                                        | Gojko Ubiparip (1927–2000)     |         | 28 kwietnia 1984 | kwiecień 1986    |                   | SK BiH                            |
| 13                                                                                        | Josip Lovrenović (ur. 1929)    |         | kwiecień 1986    | kwiecień 1988    |                   | SK BiH                            |
| 14                                                                                        | Marko Ceranić                  |         | kwiecień 1988    | 20 grudnia 1990  |                   | SK BiH                            |